# Невидимий (фільм, 2007)
«Неви́димий» (англ. The Invisible) — американський підлітковий містичний трилер 2007 р. режисера Девіда Ґоєра. Головні ролі виконували Джастін Четвін, Марґарита Левієва, Кріс Маркетт, Марсія Гей Гарден і Каллум Кейт Ренні. Фільм випущений у кінотеатрах 27 квітня і на DVD і Blu-Ray 16 жовтня.
Невидимий є ремейком шведського фільму Невидимий, заснований на однойменному романі Метс Вал. Знятий переважно в місті й околицях Ванкувера. Останній фільм Hollywood Pictures.

## Сюжет
Старшокласник Нік Пауелл (Джастін Четвін) планує пропустити свій випускний і полетіти до Лондона на літературні курси в Королівській академії. Але змушений відмовитися від поїздки після того, як мати знайшла куплений потай квиток на літак. Хлопець наділений поетичними здібностями, переживає конфлікти з Діаною (Марсія Гей Харден), яку більше цікавлять у житті інші речі, ніж власний син. Він — головна надія школи, керівництво якої піклується про його творчі здібності. За кілька років до цього батько Ніка несподівано помер, мати та син зберегли натягнуті відносини.
Найкращий друг Ніка Піт Іган (Кріс Маркетт) довіряє йому, але перебуває під постійним пресингом і контролем неблагополучної дівчини-підлітка Анни Ньютон (Марґарита Левієва). Нік втручається в один з таких інцидентів з метою захистити однокласника, але конфлікт переростає у фізичне протистояння. Близькі друзі Енні також злодії, її бойфренд Маркус (Алекс О'Локлін) знаходиться на умовно-достроковому звільненні за аналогічні порушення.
Пізніше в той же день Нік говорить Піту про свої плани поїхати до Лондона, вони переживають гірко-солодке прощання. Того ж вечора Енні імпульсивно вирішує пограбувати ювелірний магазин через вулицю від місця, де Маркус викрадає автомобіль. Маркус засуджує такі дії, намагається взяти коштовності для себе, але Енні тримає їх і зухвало штовхає його. Вважаючи, що Енні вже неможливо контролювати, Маркус дзвонить у поліцію. Енні заарештована, припускає, що це Піт здав її, бо той бачив, як вона завантажувала товар у свою шкільну шафу.
Дівчина намагається вибити зізнання з Піта. Коли Енні не вірить у його невинність, Піт неохоче називає ім'я Ніка, щоб зупинити побиття, думаючи, що Нік буде на літаку в Лондоні, тому йому нічого не загрожує. Він не знає, що розклад польотів Ніка змінився, друг віддав свій квиток дівчині на вечірці, вирішивши в останню хвилину не летіти. Енні та її команда знаходять Ніка, коли той йшов додому. Вони збивають його автомобілем з дороги, нещадно б'ють. Енні заходить занадто далеко, вважає, що вбила Ніка. Трійця злочинців скидує тіло хлопця в сусідню каналізацію.
Наступного ранку Нік йде до школи та виявляє, що ніхто його не бачить та не чує. Він повертається до себе додому, знаходить свою матір під час допиту поліцією. Через деякий час Нік розуміє, що він може бути живим, але без свідомості. Старшокласник намагається дотягнутися до Енні та Піта у відчайдушній спробі врятувати своє життя. Слідуючи за Енні у своєму новому стані, близькому до смерті, він робить спроби змусити її розказати правду.
Оголошуються його пошуки. Нік звертається до Енні і розуміє, що тільки вона, його вбивця, здатна почути його і допомогти в пошуках тіла. Кожна хвилина дорога, оскільки зменшує ймовірність залишитися в живих. Поступово зв'язок між ними міцнішає, в підсумку Енні здогадується, що її підставив Маркус, а також він перетягнув тіло Ніка. Дізнавшись у Маркуса, де знаходиться тіло, вона повідомляє в поліцію, яка перевозить його до лікарні. Там Енні востаннє бачить Ніка, хлопець приходить до тями, дівчина, розкаявшись, помирає біля нього від поранення, заподіяного їй Маркусом.

## Ролі
- Джастін Четвін — Нік Пауелл
- Маргарита Левієва — Енні Ньютон
- Марсія Гей Гарден — Діана Пауелл
- Кріс Маркетт — Піт Іган
- Алекс О'Локлін — Маркус Боем
- Каллум Кейт Ренні — детектив Брайан Ларсон
- Мішель Гаррісон — детектив Кейт Танні
- Таня Солнір — Сьюзі
- Райан Кеннеді — Метті
- Ендрю Френсіс — декан
- Серж Уд — Мартін Іган
- Білал Саїд — Діно Гарсія
- Корі Монтейт — Джиммі

## Критика
Рейтинг фільму на сайті IMD становить 6,1/10, Rotten Tomatoes — 21 % свіжості та 58 % рейтинг аудиторії, Metacritic — 36 %.

## Касові збори
Під час показу в Україні, що розпочався 3 травня 2007 року, протягом перших вихідних фільм зібрав $22 750 і посів 4 місце в кінопрокаті того тижня. Фільм опустився на шосту сходинку українського кінопрокату наступного тижня і зібрав за ті вихідні ще $19 587. Загалом фільм в кінопрокаті України пробув 4 тижні і зібрав $74 301, посівши 123 місце серед найбільш касових фільмів 2007 року.